# تشارلز إي. بارنهارت
تشارلز إي. بارنهارت هو سياسي أمريكي، ولد في 9 يناير 1922، وتوفي في 28 يونيو 2007. نشط حزبياً في الحزب الجمهوري.